# Sarcodontia
Sarcodontia là một chi nấm thuộc họ Meruliaceae.